# Wannian-Tempel

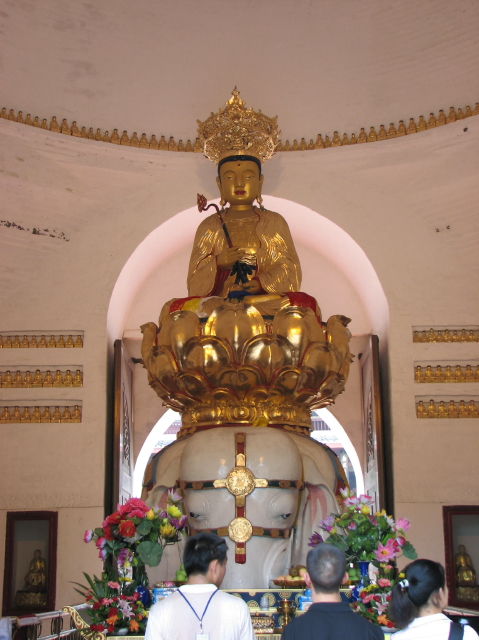
Samantabhadra-Heiligtum im Wannian-Tempel

Der Wannian-Tempel (chinesisch 万年寺, Pinyin Wànnián sì – „Tempel der zehntausend Jahre; etc.“) ist einer der wichtigsten buddhistischen Tempel im Gebirge Emei Shan (峨眉山) auf dem Gebiet von Emeishan in der südwestchinesischen Provinz Sichuan, das zu den Vier heiligen Bergen  des Buddhismus in China zählt. Es ist ein Nationaler Schwerpunkttempel des Buddhismus in han-chinesischen Gebieten.
Der Tempel wurde im fünften Jahr (401) der Long'an-Ära der Östlichen Jin-Dynastie (317–420) von Mönch Mingche gegründet. Ursprünglich hieß er Puxian-Tempel („Samantabhadra-Tempel“)) und wurde während der Tang-Dynastie, im dritten Jahr (876) der Qianfu-Ära des Kaisers Xizong der Tang-Dynastie (618–907), in „Baishui-Tempel“ umbenannt und später während der Wanli-Periode der Ming-Dynastie in „Wannian-Tempel“ („Tempel der zehntausend Jahre“).
Im vierten Jahr (979) der Taiping-Xingguo-Ära der Nördlichen Song-Dynastie (960–1127) wurde der Abt des Tempels, Mönch Maozhen, vom Kaiser an den Hof gerufen und wurde von Kaiser Taizong, Zhao Guangyi, ausgezeichnet. Der Kaiser schickte einen hohen Beamten, Zhang Renzan, um Mönch Maozhen in die Stadt Chengdu zurückzubegleiten, der 3.000 Tael Gold mitnahm. Mit dem Gold kauften sie 300.000 Jin (15 Tonnen) Kupfer, um eine Statue des Bodhisattva Samantabhadra zu gießen, die sogenannte „Kupfer- und Eisen-Buddhastatue des Shengshou-Wannian-Tempels im Emei Shan“.

## Kupfer-und-Eisen-Buddhastatue
Die Kupfer-und-Eisen-Buddhastatue, eine Statue des Bodhisattva Samantabhadra auf einem weißen Elefanten, ist 7,35 m hoch und 62 Tonnen schwer. Auf dem lebensecht wirkenden weißen Elefanten mit leuchtenden Augen sitzt Samantabhadra mit einer goldenen Krone auf dem Kopf, einem Ruyi-Zepter (S-förmiges ornamentales Objekt aus Jade) in der Hand und sieht dabei sehr gesammelt aus. Die Statue ist ein wohlproportionierter und elegant modellierter Vertreter der Gießereikunst der Song-Dynastie (960–1279).

## Denkmal
Seine Gebäude und Artefakte aus der Zeit der Song- bis Ming-Dynastie stehen seit 1961 auf der Liste der Denkmäler der Volksrepublik China (1-133). Der Tempel steht auch auf der Liste der Denkmäler der Provinz Sichuan.